# Österreichischer Frauen-Fußballcup 1997/98
Der Österreichische Frauen-Fußballcup wurde in der Saison 1997/98 zum 24. Mal ausgespielt. Als ÖFB-Frauen-Cup wurde er vom Österreichischen Fußballbund zum sechsten Mal durchgeführt. Den Pokal gewann zum fünften Mal die Union Kleinmünchen.

## Teilnehmende Mannschaften
Für den österreichischen Frauen-Fußballcup haben sich anhand der Teilnahme der Ligen der Saison 1997/98 folgende 23 Mannschaften, die nach der Saisonplatzierung der Frauen-Bundesliga 1996/97, der 2. Division Ost 1996/97 und der Regionalliga West 1996/97 geordnet sind, qualifiziert. Teams, die als durchgestrichen gekennzeichnet sind, nahmen am Wettbewerb aus diversen Gründen nicht am Wettbewerb teil oder sind zweite Mannschaften und spielten daher nicht um den Pokal mit. Weiters konnten noch der Landesmeister oder auch Vertreter der Saison 1996/97 teilnehmen.
| Frauen-Bundesliga (8) | Meister oder Meistervertreter aus der Landesliga (6) |
| --- | --- |
| - USC Landhaus (W) (C) - Union Kleinmünchen (OÖ) - ASV Vösendorf (NÖ) - 1. DFC Leoben (ST) - DFC Heidenreichstein (NÖ) - ESV Süd-Ost (W) - SG FFC Tirol/IAC B1 (N) - SV Neulengbach (N) | - SC Damen Dörfl (B) (LM) - SC Stattersdorf (NÖ) (LM) siehe 2. Division Ost - SV Böheimkirchen (NÖ) (L2) - Union Kleinmünchen II (OÖ) (LM) - SV Garsten (OÖ) (L2) - ESV Saalfelden-Harham (S) (LM) - FC St. Nikolai (ST) (??) - FC Hellas Kagran (W) (??) |
| 2. Division Ost (7) | Regionalliga West (2) |
| - ATSV Deutsch-Wagram (NÖ) - First Vienna FC 1894 (W) - DFC Obersdorf (NÖ) - SV Donau (W) - SC Neunkirchen (NÖ) - DFV Juwelen Janecka (W) - SC Brunn am Gebirge (NÖ) - SV Horn (NÖ) - SC Stattersdorf (NÖ) (LM) (N) | - SK Zirl (T) - FC Egg (V) (N) - FC Mäder (V) (N) - FC St. Gallenkirch (V) (N) - FC Dornbirn (V) (N) - Schwarz-Weiß Bregenz (V) (N) |
| Erläuterungen Länderkürzel: (B): Burgenland, (K): Kärnten, (NÖ): Niederösterreich, (OÖ): Oberösterreich, (S): Salzburg, (ST): Steiermark, (T): Tirol, (V): Vorarlberg, (W): Wien; Vereins-Landes-Bewerbserfolg: (LM): Landesmeister, (Lx): x. Platz der Landesliga, (LN): Landesliga-Aufsteiger, (..-x): x Landesliga siehe Länderkürzel | |

| (C) | amtierender Cupsieger 1996/97    |
| (A) | Absteiger der Saison 1997/98     |
| (N) | Neuaufsteiger der Saison 1997/98 |

## Turnierverlauf

### 1. Cuprunde
In der 1. Cuprunde trafen die Landesliga-Meister bzw. -Vizemeister und die Zweitdivisionäre aufeinander. Der SV Garsten glänzte dabei mit einem 10:0 Kantersieg gegen den SV Horn. Ein packendes Lokalderby lieferten sich der SV Böheimkirchen und der SC Stattersdorf. Nach einem 3:3-Unentschieden konnte sich schließlich der SC Stattersdorf im Elfmeterschießen mit 5:4 knapp durchsetzen.
|                     | Ergebnis              |                       |
| ------------------- | --------------------- | --------------------- |
| DFV Juwelen Janecka | 2:7                   | ESV Saalfelden-Harham |
| SV Garsten          | 10:00                 | SV Horn               |
| FC Hellas Kagran    | 1:5                   | SK Zirl               |
| FC Mäder            | 0:6                   | ATSV Deutsch-Wagram   |
| FC St. Nikolai      | 6:3                   | SC Brunn am Gebirge   |
| SV Donau            | 3:2                   | SC Damen Dörfl        |
| SV Böheimkirchen    | 3:3 n. V. (4:5 i. E.) | SC Stattersdorf       |
| DFC Obersdorf       | Freilos               |                       |

### 2. Cuprunde
Die Bundesligavereine stiegen erst in der 2. Cuprunde ein und gaben sich dabei keine Blöße.
|                       | Ergebnis |                      |
| --------------------- | -------- | -------------------- |
| SK Zirl               | 1:2      | SV Neulengbach       |
| SV Garsten            | 1:3      | ESV Süd-Ost          |
| ATSV Deutsch-Wagram   | 0:1      | ASV Vösendorf        |
| SV Donau              | 2:9      | USC Landhaus         |
| SC Stattersdorf       | 00:10    | SG FFC Tirol/IAC     |
| FC St. Nikolai        | 1:7      | Union Kleinmünchen   |
| DFC Obersdorf         | 0:2      | DFC Heidenreichstein |
| ESV Saalfelden-Harham | 1:2      | 1. DFC Leoben        |

### Viertelfinale
Damit standen sich im Viertelfinale ausschließlich die acht Bundesligateams gegenüber. Etwas überraschend schied dabei die SG FFC Tirol/IAC gegen den 1. DFC Leoben nach einem 1:1-Unentschieden im Elfmeterschießen mit 2:3 trotz Heimvorteils aus.
|                    | Ergebnis              |                      |
| ------------------ | --------------------- | -------------------- |
| SG FFC Tirol/IAC   | 1:1 n. V. (2:3 i. E.) | 1. DFC Leoben        |
| SV Neulengbach     | 2:1                   | ASV Vösendorf        |
| Union Kleinmünchen | 3:1                   | DFC Heidenreichstein |
| ESV Süd-Ost        | 1:3                   | USC Landhaus         |

### Halbfinale
Im Halbfinale setzten sich SV Neulengbach und Union Kleinmünchen durch.
|                    | Ergebnis |                |
| ------------------ | -------- | -------------- |
| 1. DFC Leoben      | 2:3      | SV Neulengbach |
| Union Kleinmünchen | 5:1      | USC Landhaus   |

### Finale
Im Finale, das im steirischen Turnau ausgetragen wurde, gab sich das Meisterteam von Union Kleinmünchen keine Blöße und holte sich mit einem 3:1-Sieg über den SV Neulengbach das Double.
|                    | Ergebnis |                |
| ------------------ | -------- | -------------- |
| Union Kleinmünchen | 3:1      | SV Neulengbach |